# Googie Withers
Georgette Lizette „Googie“ Withers CBE, AO (* 12. März 1917 in Karatschi, Britisch-Indien; † 15. Juli 2011 in Sydney, Australien) war eine britische Schauspielerin.

## Leben
Googie Withers wurde als Tochter eines britischen Seemanns und einer Holländerin im britisch-indischen Karatschi geboren. Als Siebenjährige siedelte sie mit ihren Eltern nach Großbritannien um. Ihre erste Filmrolle hatte sie als Tänzerin in dem Film The Girl in the Crowd von Michael Powell.
Seit 1948 war Googie Withers – den Spitznamen trug sie seit ihrer Kindheit – in zweiter Ehe mit John McCallum verheiratet und hat drei Kinder. 1997 wurde sie für den Screen Actors Guild Award für den Film Shine – Der Weg ins Licht nominiert.
Withers wurde 1980 als erster Nicht-Australier mit dem Order of Australia, Officer Class (AO), geehrt. Sie erhielt im Jahr 2001 den Titel Commander des Order of the British Empire (CBE).
Googie Withers starb am 15. Juli 2011 im Alter von 94 Jahren in Sydney, Australien.

## Filmografie (Auswahl)
- 1935: Windfall
- 1935: Dark World
- 1935: The Girl in the Crowd
- 1935: The Love Test
- 1935: All at Sea
- 1936: King of Hearts
- 1936: Im Banne der Eifersucht (Accused)
- 1936: Her Last Affaire
- 1936: She Knew What She Wanted
- 1936: Crown v. Stevens
- 1936: Crime Over London
- 1937: Pearls Bring Tears
- 1937: Action for Slander
- 1938: Kate Plus Ten
- 1938: Eine Dame verschwindet (The Lady Vanishes)
- 1940: She Couldn’t Say No
- 1942: One of Our Aircraft Is Missing
- 1944: Ehemann zur Ansicht (On Approval)
- 1945: Traum ohne Ende (Dead of Night)
- 1947: Die Flucht vor Scotland Yard (It Always Rains on Sunday)
- 1949: Wenn Frauen träumen (Once Upon a Dream)
- 1950: Die Ratte von Soho (Night and the City)
- 1951: Der wunderbare Flimmerkasten (The Magic Box)
- 1956: Port of Escape
- 1971: Nickel Queen
- 1986: Northanger Abbey
- 1986: Hotel du Lac
- 1989: Ending Up
- 1994: Country Life
- 1996: Shine – Der Weg ins Licht (Shine)